# Иванис, Василий Николаевич
Василий Николаевич Иванис (укр. Василь Миколайович Іванис; 1888—1974) — офицер Русской императорской армии, участник Первой мировой войны. Первопоходник. Участник Белого движения. Политический и общественный деятель Кубани — последний председатель Кубанского правительства. Украинский писатель-историк.

## Биография
Подпоручик. В Добровольческой армии. Участник 1-го Кубанского (Ледяного) похода. С февраля по март 1918 года в 4-й батарее, затем в 1-й батарее. После Ледяного похода Иванис выступал за независимость Кубани и её союз с гетманской Украиной. Летом 1918 года был избран избирателями станицы Анастасиевская в Чрезвычайную краевую раду, объявившую о создании демократического государства Кубанский Край и Кубанской армии. Будучи в составе кубанского правительства занимал пост министра торговли и промышленности. Весной 1920 года стал председателем Кубанского правительства.
После Новороссийской эвакуации попал в Константинополь, проживал в эмиграции в Чехословакии, получил высшее образование, работал в Украинской хозяйственной академии в Подебрадах. Доцент — специалист по химическим технологиям. Во время Второй мировой войны попал в Германию. В 1948 году переехал в Канаду, где и скончался в 1974 году. Был редактором журнала «Український інженер». Автор воспоминаний, изданных в Канаде на украинском языке.

## Сочинения
- До проблеми Кавказу. Нов. Ульм-Донау, 1960 г. (на укр. языке).
- Симон Петлюра Президент України, 1952. (недоступная ссылка) (на укр. языке).
- Стежками життя. — Новий Ульм — Донау, 1958—1962. — Кн. 1 — 5. (на укр. языке). Кн. 1.
- Ще одна трагедія козаків (Доповідь на Канадійському пленумі НТШ в 1960 році). Новий Ульм — Донау, 1961 г. (на укр. языке).
- Боротьба Кубанi за незалежність. Мюнхен, 1968 г. (на укр. языке).

## Источник
- Иванис, Василий Николаевич на «Родоводе». Дерево предков и потомков